# Waidhofen (Oberbayern)

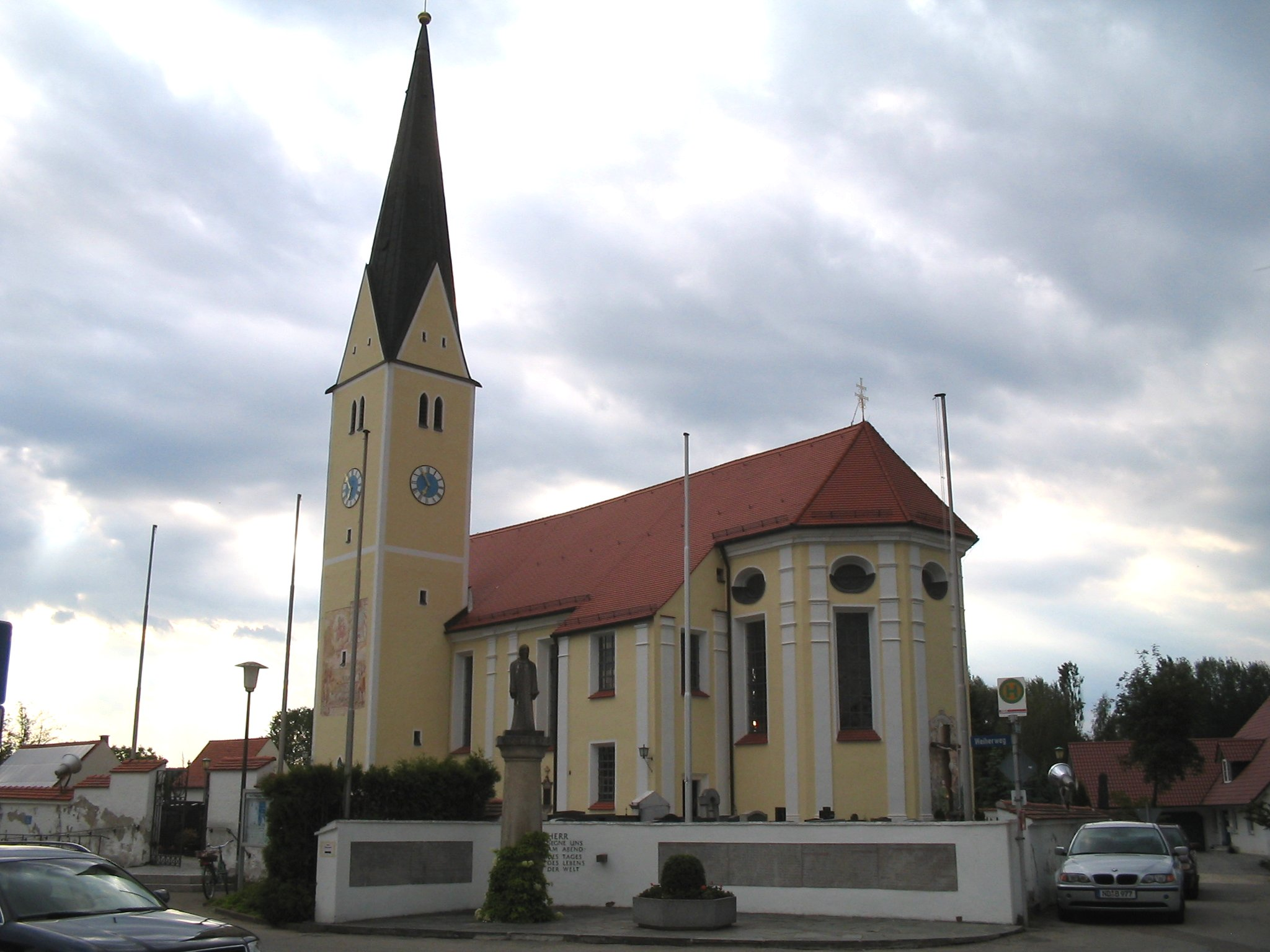
Mariä Reinigung und Sankt Wendelin

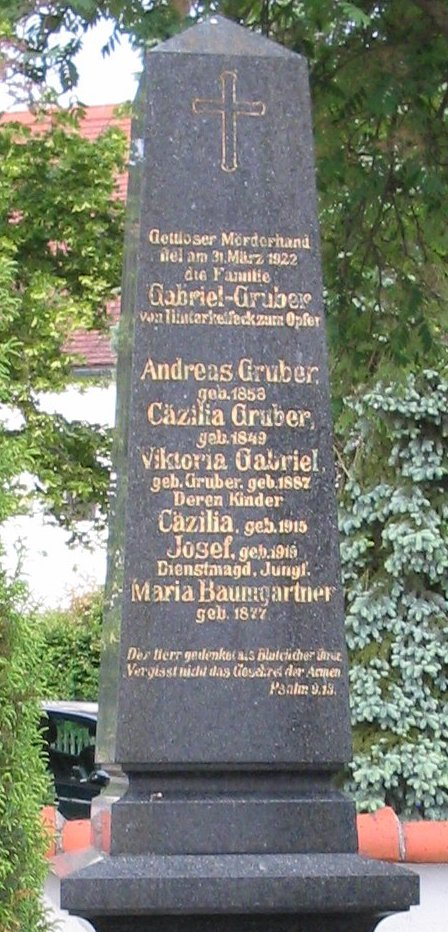
Gedenkstein für die Opfer von Hinterkaifeck auf dem Friedhof von Waidhofen

Waidhofen ist eine Gemeinde im oberbayerischen Landkreis Neuburg-Schrobenhausen. Die Gemeinde ist Mitglied der Verwaltungsgemeinschaft Schrobenhausen. Die Gemeinde liegt im Tal der Paar.

## Geografie

### Lage
Waidhofen liegt an der Paar in der Planungsregion Ingolstadt und befindet sich im Spargelanbaugebiet Schrobenhausen.
Auf dem Gemeindegebiet liegen die drei Gemarkungen Waidhofen, Diepoltshofen und Wangen. Die beiden letzteren waren selbstständige Gemeinden, die am 1. Oktober 1971 nach Waidhofen eingemeindet wurden.

### Nachbargemeinden
- Aresing
- Brunnen
- Gerolsbach (Landkreis Pfaffenhofen an der Ilm)
- Hohenwart (Landkreis Pfaffenhofen an der Ilm)
- Schrobenhausen

### Gemeindegliederung
Die Gemeinde Waidhofen hat 17 Gemeindeteile, die sich auf drei Gemarkungen (ehemalige Gemeinden) verteilen. Je sechs Gemeindeteile entfallen auf die Gemarkungen Diepoltshofen und Wangen, und fünf auf die Gemarkung Waidhofen:
| Schl | Gemarkung          | Fläche ha | Einwohner 1987 | Anzahl Gemeindeteile |
| ---- | ------------------ | --------- | -------------- | -------------------- |
| 8112 | Diepoltshofen      | 901,82    | 450            | 6                    |
| 8111 | Waidhofen          | 584,10    | 1146           | 5                    |
| 8110 | Wangen             | 1246,13   | 115            | 6                    |
|      | Gemeinde Waidhofen | 2732,05   | 1711           | 17                   |

Daten auf der Ebene der Gemeindeteile sind letztmals zur Volkszählung vom 25. Mai 1987 verfügbar:
| Nr. | Gemeindeteil  | Typ       | Einwohner | Wohnungen | Wohngeb. | Gemarkung        |
| --- | ------------- | --------- | --------- | --------- | -------- | ---------------- |
| 001 | Waidhofen     | Pfarrdorf | 905       | 306       | 260      | Waidhofen        |
| 002 | Altenburg     | Einöde    | 5         | 1         | 1        | Diepoltshofen    |
| 003 | Ammersberg    | Einöde    | 9         | 2         | 2        | Diepoltshofen    |
| 004 | Diepoltshofen | Dorf      | 155       | 42        | 39       | Diepoltshofen    |
| 005 | Gröbern 1)    | Dorf      | 72        | 19        | 18       | Wangen           |
| 006 | Haid a. Rain  | Einöde    | 9         | 3         | 2        | Wangen           |
| 007 | Kaifeck 1)    | Einöde    | 10        | 3         | 2        | Wangen           |
| 008 | Laag          | Weiler    | 19        | 5         | 3        | Wangen           |
| 009 | Mergertsmühle | Einöde    | 5         | 2         | 2        | Wangen           |
| 010 | Rachelsbach   | Dorf      | 183       | 56        | 48       | Diepoltshofen    |
| 011 | Schenkenau    | Kirchdorf | 53        | 23        | 19       | Waidhofen        |
| 012 | Schenkengrub  | Einöde    | 8         | 2         | 2        | Waidhofen        |
| 013 | Seelhof       | Einöde    | 3         | 1         | 1        | Waidhofen        |
| 014 | Stadel        | Weiler    | 19        | 6         | 6        | Waidhofen        |
| 015 | Waizenried    | Dorf      | 49        | 13        | 13       | Diepoltshofen    |
| 016 | Wangen        | Dorf      | 160       | 46        | 45       | Wangen           |
| 017 | Westerbach    | Dorf      | 49        | 13        | 13       | Diepoltshofen    |
|     | Waidhofen     | Gemeinde  | 1711      | 543       | 476      | drei Gemarkungen |

## Geschichte

### Bis zur Gemeindegründung
Die im 13. Jahrhundert erbaute Kirche wurde 1718 neu errichtet. In Waidhofen war von ca. 1530 bis 1802 der Sitz einer Thurn und Taxis’sche Poststation, die dann nach Schrobenhausen verlegt wurde. Sie war die älteste Poststation innerhalb des ehemaligen Landkreises Schrobenhausen.

### Gemeindebildung
Im Zuge der Verwaltungsreformen in Bayern entstand mit dem Gemeindeedikt von 1818 die Gemeinde Waidhofen mit den Teilorten Schenkenau, Schenkengrub, Seelhof und Stadel. Im Dezember 1838 wurde die Gemeinde und der Pfarrbezirk Waidhofen aus dem Landgericht Pfaffenhofen ausgegliedert und dem königlichen Landgericht Schrobenhausen einverleibt.

### Morde in Hinterkaifeck
Auf dem Einödhof Hinterkaifeck (damals Gemeinde Wangen) wurden 1922 alle sechs Bewohner ermordet; der Fall ist bis heute nicht aufgeklärt. Das Gehöft wurde 1923 abgebrochen. Der Mordfall diente als Vorlage für den Kriminalroman Tannöd.

### Verwaltungsgemeinschaft
Seit dem 1. Mai 1978 ist Waidhofen Mitglied der Verwaltungsgemeinschaft Schrobenhausen.

### Eingemeindungen und Landkreisreform
Am 1. Oktober 1971 wurden die Gemeinden Diepoltshofen (mit Gemeindeteilen Altenburg, Ammersberg, Rachelsbach, Waizenried und Westerbach) und Wangen (mit Gemeindeteilen Gröbern, Haid a. Rain, Kaifeck, Laag und Mergertsmühle) eingegliedert. Waidhofen und die eingegliederten Orte gehörten bis 30. Juni 1972 zum Landkreis Schrobenhausen, der zu diesem Zeitpunkt aufgelöst wurde. Die Gemeinde wurde zum 1. Juli 1972 in den neuen Landkreis Neuburg an der Donau einbezogen, der am 1. Mai 1973 seine heutige Bezeichnung Landkreis Neuburg-Schrobenhausen erhielt.

### Einwohnerentwicklung
Zwischen 1988 und 2018 wuchs die Gemeinde von 1691 auf 2282 um 591 Einwohner bzw. um 35 %.

## Politik

### Gemeinderat
Der Gemeinderat hat 14 Mitglieder. Nach der Gemeinderatswahl am 16. März 2014 ergab sich folgende Sitzverteilung:
| Christlich-Soziale Union (CSU) | 7 Sitze |
| Freie Wähler                   | 7 Sitze |

Der Gemeinderat hat in der Amtsperiode 2020 bis 2026 weiterhin 14 Mitglieder. Nach der Gemeinderatswahl am 15. März 2020 ergab sich folgende Sitzverteilung:
| Christlich-Soziale Union (CSU) | 6 Sitze |
| Freie Wähler                   | 7 Sitze |
| Bündnis 90/Die Grünen          | 1 Sitz  |

Zusätzlich gehört der Erster Bürgermeister dem Rat qua Amt an. Josef Lechner (CSU) bekleidet dieses Amt seit Mai 1996. Zu seinem Nachfolger ab 1. Mai 2020 wurde am 15. März 2020 Josef Fuchs (CSU) mit 54,8 % (bei zwei Mitbewerbern) gewählt.

### Gemeindesteuern
Im Jahr 2016 betrugen die Gemeindesteuern 1.978.000 Euro, davon entfielen auf die Gewerbesteuer 420.000 Euro (netto) und auf die Einkommensteuerbeteiligung 1.277.000 Euro.

### Wappen
| | Blasonierung: „Durch einen erhöhten silbernen Wellenbalken geteilt von Grün und Blau; unten ein goldenes Posthorn mit roter Verschnürung.“ |
| Wappenbegründung: Der Wellenbalken, ein heraldisches Flusssymbol, weist auf die Lage der Gemeinde im Tal der Paar hin. Die Farbe Grün im Schildhaupt betont den landwirtschaftlichen Charakter des Gemeindegebiets, in dem vor allem der Spargel- und Hopfenanbau gepflegt werden. Ein Spargelbündel symbolisierte im Wappen der früheren Gemeinde Wangen diese Spezialkultur. Deren Wappen wurde 1971 durch die Eingemeindung nach Waidhofen gegenstandslos. Das goldene Posthorn erinnert daran, dass in Waidhofen schon seit etwa 1530 eine Poststation bestand, die 1802 nach Schrobenhausen verlegt wurde. | |

## Sehenswürdigkeiten

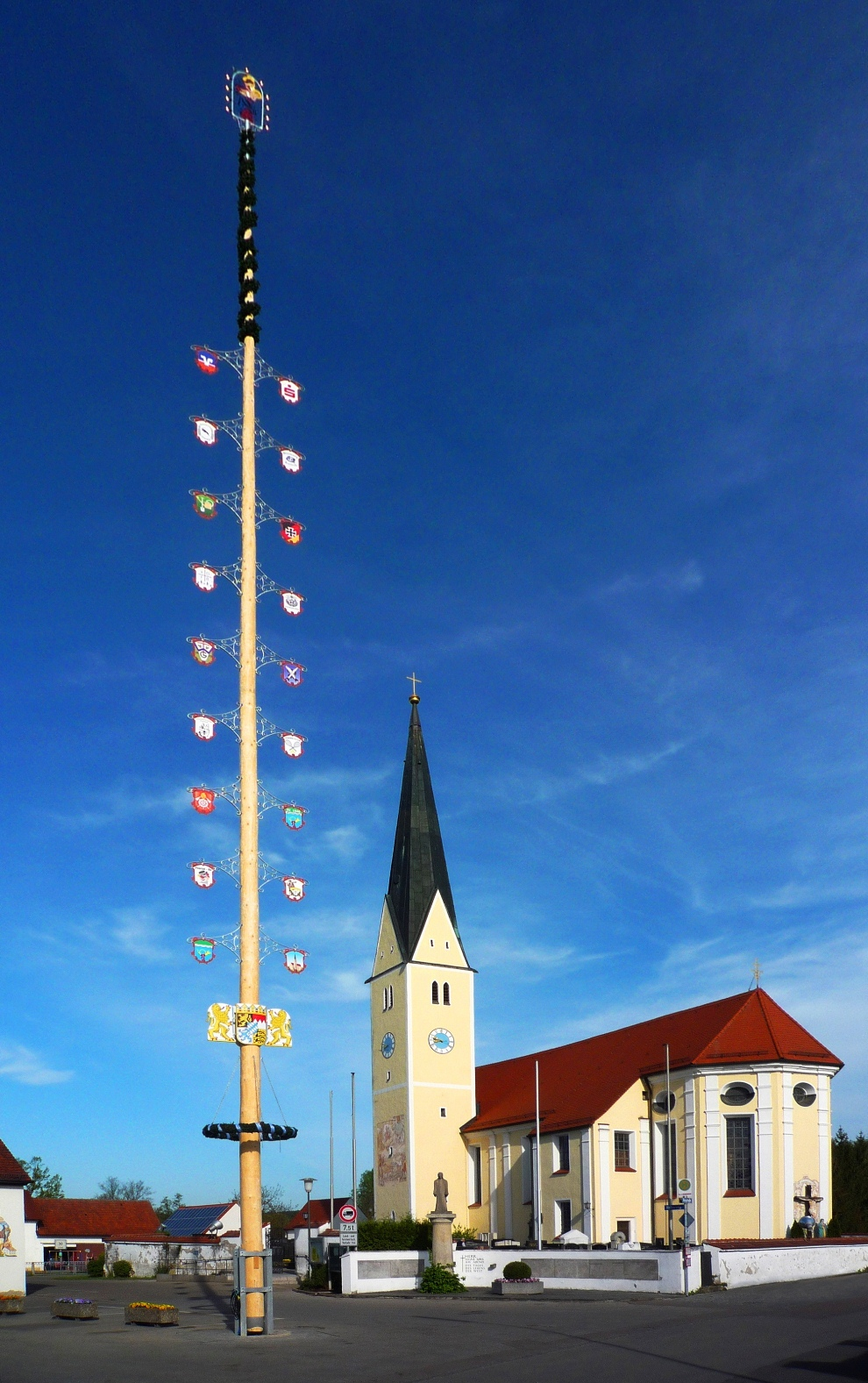
Maibaum

Die Pfarrkirche „Mariä Reinigung“ und St. Wendelin ist ein barocker Saalbau von 1718; der Turm ist noch gotisch. Bemerkenswert sind die 1719 geschaffenen Stuckaturen. Die Maria gewidmeten Fresken schuf der in Innsbruck geborene Maler Melchior Steidl († 4. August 1727 in München). Szenen aus dem Leben des heiligen Wendelin sind in den Deckengemälden zu finden. Waidhofen hat „eine der vorzüglichsten Stuckkanzeln in Altbayern“. Erhalten sind auch einige spätgotische Bildnisse, so insbesondere die Figur des „wunderbarlichen Viehpatrons und Nothelfers“ St. Wendelin (rege Wallfahrt im 18. Jahrhundert). Gut zu sehen ist die Pfarrkirche von der Dorfinsel, die über eine Brücke zugänglich ist.

## Wirtschaft und Infrastruktur

### Landwirtschaft
Vom Gemeindegebiet sind 1622 Hektar (59,4 %) landwirtschaftlich und 747 Hektar (27,3 %) forstwirtschaftlich genutzt (Flächenerhebung 31. Dezember 2016). Im Jahr 2010 gab es 47 landwirtschaftliche Betriebe.

### Sozialversicherungspflichtig Beschäftigte
Am 30. Juni 2016 gab es 336 Arbeitsplätze in Waidhofen. Von den Einwohnern der Gemeinde standen 1010 in einer sozialversicherungspflichtigen Beschäftigung, so dass die Zahl der Auspendler um 674 höher war als die Zahl der Einpendler. 20 Einwohner waren arbeitslos.

### Bildung und Freizeit
Es gibt folgende Einrichtungen:
- Kindergarten St. Franziskus mit 90 Plätzen und 82 betreuten Kindern; davon waren neun Kinder unter drei Jahre alt (Stand 1. März 2018)
- Grundschule Waidhofen mit sechs Lehrkräften und 102 Schülern (Schuljahr 2019/2020)[8]

### Vereine in Waidhofen
Der Sportverein SV Waidhofen bietet neben Fußball, Turnen und Gymnastik auch eine Anlage für Stockschützen.
Der Schützenverein „Paartal“ Waidhofen hat im Jahr 2006 sein Vereinsheim mit 16 Schießständen eingeweiht. Momentan nimmt er mit drei Mannschaften beim Rundenwettkampf und mit sieben Schülermannschaften bei der Nachwuchsrunde des Sportschützengaus Schrobenhausen teil. Der Verein wurde 1972 gegründet. Er ist Mitglied des Bayerischen Sportschützen Bundes (BSSB) und gehört dem vorgenannten Sportschützengau an.
Die Paartaler Dirndl und Burschn pflegen das bayrische Brauchtum und Traditionen. Derzeitige Projekte sind das Aufstellen des Waidhofener Maibaums, Aufbau einer Volkstanz- und Blasmusikabteilung und historische Trachtenforschung und -entwicklung. Zur Stärkung der Dorfgemeinschaft veranstalten die Paartaler Dirndl & Burschn im Auftrag der Gemeinde ein traditionelles Maifest. Gegründet wurden sie am 1. Mai 2012. Seither wurde mehrfach der 1. Platz im Maibaumwettbewerb für den schönsten Maibaum in der Region belegt.
Der Tennisclub Waidhofen bietet eine Anlage mit vier Tennisplätzen sowie ein neueröffnetes Clubheim.
Die Faschingsgesellschaft Paartal Au Waidhofen ist für die sogenannte 5. Jahreszeit verantwortlich.
Weitere Vereine sind unter anderem:
- Dorfgemeinschaften Rachelsbach und Wangen
- Freiwillige Feuerwehren Waidhofen, Wangen
- Gartenbauverein
- Soldaten- und Kriegerverein
- Theatergruppe
- Faschingsgesellschaft Paartal Waidhofen e. V.
- Rock´n Roll Gruppe „Hot and Crazy“

### Verkehr
Waidhofen liegt an der Bundesstraße 300 (Augsburg–Regensburg).

## Persönlichkeiten
- Jakob Knab (* 1951), Autor und Studiendirektor, wurde in Waidhofen geboren.
- Ferdinand Schmidt-Modrow (1985–2020), Schauspieler, ist im Ort aufgewachsen.